# 貝蒂 (內華達州)
貝蒂（英語：Beatty）是位於美國內華達州奈縣的非建制市鎮。

## 歷史
貝蒂的郵局自1905年營運至今。

## 人口
根據2020年美國人口普查的數據，貝蒂的面積為45.85平方千米，當中陸地面積為45.80平方千米，而水域面積為0.05平方千米。當地共有人口880人，而人口密度為每平方千米19人。